# Odontotrigona haematoptera
Odontotrigona haematoptera är en biart som först beskrevs av Cockerell 1919.  Odontotrigona haematoptera ingår i släktet Odontotrigona, och familjen långtungebin. Inga underarter finns listade.
Arten förekommer i Sydöstasien: Malaysia, (inklusive Sabah och Sarawak) samt Brunei.